# Eoghan Barrett
Pas d'image ? Cliquez ici

a Compétitions nationales et continentales officielles uniquement.

b Matchs officiels uniquement.
Dernière mise à jour le 13 avril 2025.
Eoghan Barrett, né le 31 mai 1999 à Cork (Irlande), est un joueur irlandais de rugby à XV jouant au poste d'ailier au Soyaux Angoulême XV.

## Biographie

### Jeunesse et formation
Eoghan Barrett est né à Cork, dans la province du Munster, mais il a grandi à Ballincollig.
Il évolue dans l'équipe du Christians Brothers College (en) à Cork.
Eoghan Barrett rejoint en 2018 le centre de formation de la Section paloise en compagnie de son ami d'enfance, Ben Roche, sur les conseils de James Coughlan, alors en poste dans le staff de l'équipe béarnaise.

### Carrière en club

#### Section paloise Béarn Pyrénées (2018-2023)
Eoghan Barrett fait ses débuts avec l'équipe professionnelle le 11 janvier 2020 en Challenge européen. Il entre en jeu à la 48e minute et inscrit le cinquième essai palois face à Calvisano (victoire paloise 47 à 19),.
Il participe en février 2020 à l'In Extenso Supersevens et atteint la finale perdue face au Racing 92 (28 à 12).
Il joue son premier match de Top 14 lors du Boxing Day le 27 décembre 2020 avec une victoire (29 à 27) face au Stade français Paris. En mars 2021, il prolonge son contrat espoirs jusqu'en 2023.
En août 2021, il participe au Supersevens 2021 avec la Section paloise lors de la première étape à Aix-en-Provence avec une victoire en finale face au Racing 92 sevens (26 à 24). Il participe également aux deux autres étapes à Toulouse et à La Rochelle. Il joue son premier match de la saison 2021-2022 de Top 14 face au Stade toulousain au stade Ernest-Wallon le 9 octobre 2021 pour la 6e journée.
Il inscrit son premier essai de la saison 2022-2023 de Top 14 lors de la 6e journée face au Racing 92 en tant que titulaire. En décembre 2022, il se blesse au genou en Challenge européen face aux Dragons RFC et manque plusieurs semaines de compétition.
A l'issue de la saison 2022-2023, il n'est pas conservé par le club béarnais.

#### Soyaux Angoulême XV Charente (depuis 2023)
En juin 2023, il s'engage pour deux saisons au Soyaux Angoulême XV Charente en Pro D2. Il dispute son premier match lors de la deuxième journée au Stade Chanzy face au Stade aurillacois en tant que remplaçant (victoire 32 à 17). Il entre en jeu à la 41e minute à la place de Marvin Lestremau (avant de lui relaisser sa place à la 52e minute, puis il entre définitivement en jeu à la 61e minute à la place de Mathis Lafon. Il inscrit son premier essai avec le SA XV le 5 janvier 2024 face au RC Vannes (défaite 16 à 28). Il termine sa saison avec 13 matchs disputés et 3 essais inscrits.
Lors de la saison 2024-2025 de Pro D2, il dispute 7 matchs, dont 6 comme titulaire jusqu'à la 14e journée à la mi-décembre 2024, inscrivant deux essais face au Stade niçois rugby et au Stade montois rugby, puis il ne dispute plus un seul match jusqu'en mars 2025. Il retrouve une feuille de match le 28 mars 2025 après trois mois sans joué face au Stade montois rugby pour le compte de la 24e journée de Pro D2. Lors de la journée suivante face au Stade niçois, il inscrit deux essais dont un après une relance de plus de 100m. Lors du match suivant, il inscrit la première pénalité de sa carrière face à l'US Montauban. Au final, il dispute 11 matchs et inscrit 5 essais pour sa deuxième saison au SA XV. En juin 2025, il prolonge son contrat pour deux saisons supplémentaires jusqu'en juin 2027.

### Carrière internationale
Eoghan Barrett évolue avec l'équipe d'Irlande des moins de 18 ans de rugby à sept et avec l'équipe d'Irlande des moins de 19 ans.